# Gustav Pilch
Gustav Pilch (* 7. října 1951) je český podnikatel a komunální politik za KSČM v Třinci, bývalý československý politik Komunistické strany Československa a poslanec Sněmovny národů Federálního shromáždění na konci normalizace.

## Biografie
Po volbách roku 1986 zasedl za KSČ do české části Sněmovny národů (volební obvod č. 66 – Třinec, Severomoravský kraj). Křeslo nabyl až dodatečně v červnu 1989 po doplňovacích volbách do FS, které probíhaly v několika uvolněných obvodech v dubnu 1989, a to poprvé během komunistické vlády v systému, kdy o jedno poslanecké křeslo soutěžilo v některých obvodech (včetně tohoto) vícero kandidátů. Šlo o projev mírných politických změn, které přinesla perestrojka. Profesně se uvádí jako předseda JZD Obránců míru Třinec.
Ve Federálním shromáždění setrval do konce funkčního období, tedy do svobodných voleb roku 1990. Netýkal se ho proces kooptací do Federálního shromáždění po sametové revoluci.
Později se angažoval v komunální politice. V komunálních volbách roku 2002 a komunálních volbách roku 2006 neúspěšně kandidoval do zastupitelstva Třince. Uváděn je tehdy jako předseda představenstva. Šlo o představenstvo zemědělské společnosti Agricoop. Byl zastáncem projektu výstavby velkokapacitního kravína v Oldřichovicích, proti čemuž ovšem místní obyvatelé protestovali. V letech 2004-2006 nastoupil do zastupitelstva jako náhradník za Libuši Čarvašovou a opět se tu jako náhradník objevil v roce 2008 poté, co tragicky zemřel dosavadní zastupitel Jaromír Procházka. Úspěšně byl řádně zvolen do městské samosprávy v komunálních volbách roku 2010 a 2014. V databázi komunálních politiků uváděn jako bez politické příslušnosti, v jiném přehledu jako člen klubu KSČM.
Ve volbách do Senátu PČR v roce 2016 kandidoval jako nestraník za KSČM v obvodu č. 73 – Frýdek-Místek. Se ziskem 4,85 % hlasů skončil na 5. místě a do druhého kola nepostoupil.